# Let's☆侵略タイム!
「Let's☆侵略タイム！」（レッツしんりゃくタイム）は、ULTRA-PRISMの楽曲。同グループメジャー6枚目のシングルとして2012年8月8日にLantisから発売された。
本曲は、OAD「侵略!イカ娘」オープニングテーマに起用された。

## 批評
CDジャーナルは「暴力的なまでにパワフル。小池雅也のギターとノリノリのサビがまぶしい」と評した。

## 収録曲
1. Let's☆侵略タイム！
  - OVA『侵略!イカ娘』オープニングテーマ
2. 自由型 〜Free Style〜
3. Let's☆侵略タイム！（Instrumental）
4. 自由型 ～Free Style～ （Instrumental）